# Francisco Rodrigues Lobo
Francisco Rodrigues Lobo (Leiría, 1580-Lisboa, 1622) fue un poeta portugués.

## Biografía
Rodrigues Lobo nació en la ciudad de Leiría en una familia de cristianos nuevos, de origen judío. Doctorado en Derecho por la Universidad de Coímbra, fue uno de los mejores escritores de su tiempo por la pureza de su lenguaje. Se aprecia en su escritura una cierta influencia de Camões, sobre todo en el bucolismo y el desencanto. Tenía protectores entre la nobleza, como Teodósio II y Duarte de Braganza, quien le ofreció alojamiento en su propia casa. Vivió durante el periodo en el que Portugal estuvo bajo la Casa de Austria (1580-1640), lo que explica que varias de sus obras estén escritas en castellano, mientras que apenas se conservan obras suyas escritas en portugués.
Es autor, entre otras obras, de   Primavera (1601), que es el título general de tres novelas pastoriles: Primavera, Pastor Pereyrino y Desenganado. O Pastor Peregrino (1608), Condestabre (1609). Su Corte na Aldeia, escrita en 1619, está considerada como la primera señal de introducción del Barroco literario en Portugal, y fue fundamental en el desarrollo de este movimiento en toda la península ibérica. En la dedicatoria de la obra a D. Duarte de Braganza, Rodrigues Lobo le invita a preservar y sentirse orgulloso de la "lengua y nación portuguesa" que, en el pasado, realizó grandes hazañas gloriosas. Corte na Aldeia está compuesta en diecisiete diálogos didácticos que describen la vida cortesana de la época.
Publicó dos recopilaciones de romances nuevos, Primeira e Segunda parte dos Romances (1596) y la Jornada del rey Don Felipe III en Portugal.
Rodrigues Lobo alternó en su producción su lengua materna con la castellana y recibió la predominación de Luis de Camões y del español Luis de Góngora, máximo gerente del culteranismo español.
Rodrigues Lobo murió ahogado en el Tajo durante un viaje que emprendió en Santarém con destino a Lisboa.